# Cameron Congreve
Cameron Mark Congreve (sinh ngày 24 tháng 1 năm 2004) là một cầu thủ bóng đá chuyên nghiệp người Wales hiện đang thi đấu ở vị trí tiền vệ tấn công cho câu lạc bộ Swansea City tại EFL Championship và Đội tuyển bóng đá U-21 quốc gia Wales.

## Sự nghiệp thi đấu

### Câu lạc bộ
Congreve xuất thân từ lò đào tạo trẻ Swansea City, từng gia nhập lò đào tạo này ở lứa U-9. Anh là cầu thủ xuất sắc nhất của Học viện bóng đá Swansea trong mùa giải 2020-21. Anh ký hợp đồng chuyên nghiệp đầu tiên với Swansea City vào ngày 10 tháng 3 năm 2022, kéo dài đến ít nhất năm 2024. Anh ra mắt chuyên nghiệp cho Swansea trong trận thua 1–0 trước Blackpool tại EFL Championship vào ngày 12 tháng 3 năm 2022.

### Quốc tế
Congreve là cầu thủ trẻ của Wales, đã từng chơi cho U-18 Wales, ra mắt trong trận thua 2–0 trước Anh vào ngày 30 tháng 3 năm 2021. Ngày 14 tháng 3 năm 2023, anh được triệu tập lên Đội tuyển bóng đá U-21 quốc gia Wales